# Digenea (algue)
Cet article concerne le genre d'algue. Pour la sous-classe de Plathelminthes, voir Digenea.
Genre
Digenea est un genre d'algues rouges de la famille des Rhodomelaceae. 

## Liste d'espèces
Selon AlgaeBase (18 mai 2012) :
- Digenea dichotoma Audouin (Sans vérification)
- Digenea implexa Zanardini (Sans vérification)
- Digenea simplex (Wulfen) C.Agardh (espèce type)
- Digenea subarticulata Simons

Selon Catalogue of Life (18 mai 2012) :
- Digenea simplex
- Digenea subarticulata

Selon ITIS (18 mai 2012) :
- Digenea simplex (Wulfen) C. Agardh